# Violet Chachki

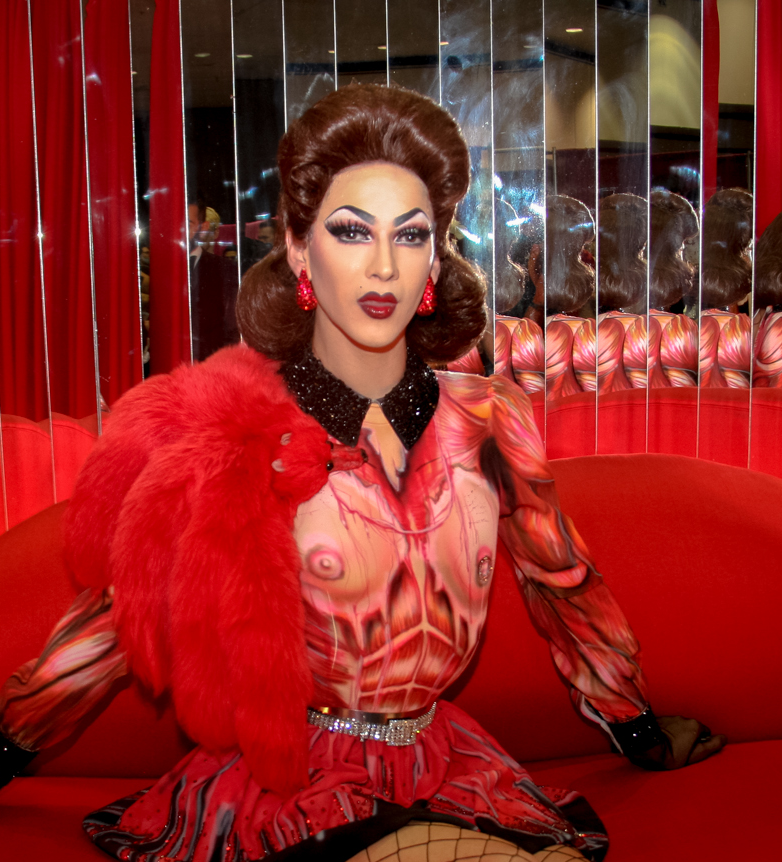
Violet Chachki auf der DragCon 2017

Violet Chachki (geboren 13. Juni 1992 in Atlanta als Paul Jason Dardo) ist eine US-amerikanische Dragqueen, Burleske-Tänzerin, Sängerin und Model. Bekannt wurde Chachki vor allem durch ihren Sieg der siebten Staffel von RuPaul’s Drag Race. Im Jahr 2019 wurde sie von New York zu einer der 20 einflussreichsten Dragqueens der Vereinigten Staaten gewählt.

## Leben
Paul Jason Dardo wurde in Atlanta im US-Bundesstaat Georgia geboren und wuchs dort auch auf. Dardo ist halb-ecuadorianischer Herkunft und besuchte mehrere römisch-katholische Schulen, wobei Dardo heimlich Secondhand-Vintagekleider unter der „ausgeleierten“ Schuluniform trug. Dies stellte für Dardo eine Art erste Erfahrungen im Mode-Bereich dar, der auch in Dardos späterer Karriere als Dragqueen eine wichtige Rolle spielen würde. Dardo zog im Alter von 19 Jahren von zuhause aus und wohnte ab diesem Zeitpunkt bei einem Freund, der Dardo bei der Suche nach möglichen Auftritten bei Drag-Wettbewerben unterstützte. Dardo erhielt zudem einen Studienplatz im Fach Modedesign am privaten Savannah College of Art and Design, Dardo trat es allerdings nicht an, sondern konzentrierte sich auf die Drag-Karriere.
Dardos Künstlername setzt sich aus der Figur Violet aus Bound – Gefesselt sowie dem jiddischen Wort tchotchke [tʃɒtʃkə] zusammen, was einen eher wertlosen Gegenstand bezeichnet, der lediglich einen dekorativen Zweck erfüllt (ähnlich dem deutschen Nippes). Den Spitznamen Chachki erhielt Dardo von einem Mitbewohner, den Dardos Clownsfiguren-Sammlung befremdete.

 Persönliches
Dardo versteht sich nicht als männlich oder weiblich, sondern als genderqueer (nichtbinär). Nach eigenen Angaben im Jahr 2015 hat Dardo keine bevorzugten Pronomen, verwendet allerdings als Violet Chachki weibliche Pronomen. In einem Video aus dem Jahr 2019 deutete Dardo allerdings an, bei Gesprächen mit Personen, die sich im Bezug auf Dardos Geschlechtsidentität unsicher sind, entweder mit weiblichen Pronomen oder dem geschlechtsneutralen Pronomen they angesprochen werden zu wollen.

## Karriere

### Dragqueen

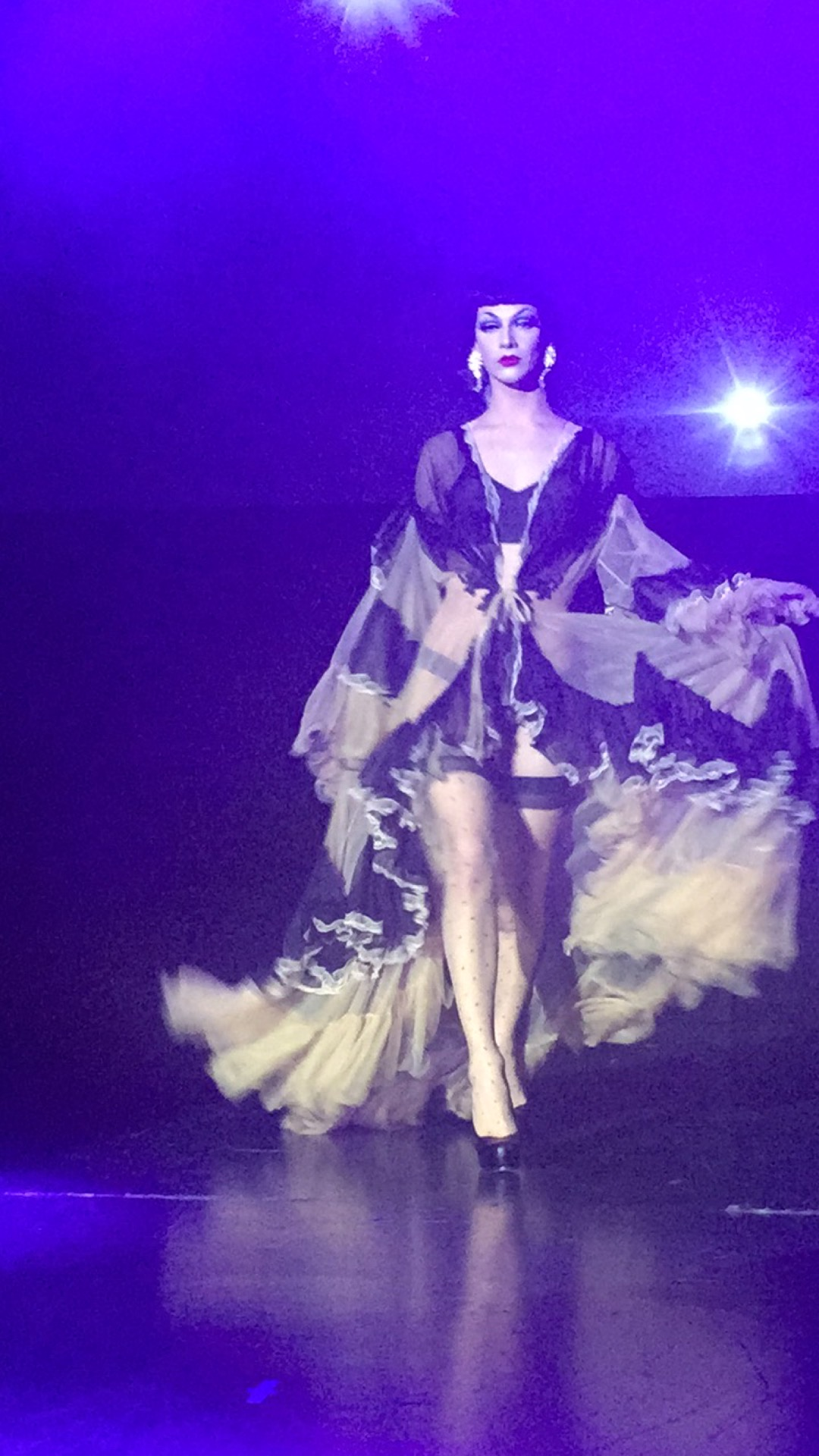
Chachki bei einem Auftritt in Kopenhagen 2016

Chachki absolvierte ihren ersten Drag-Auftritt mit 19 Jahren (und damit in den Vereinigten Staaten noch minderjährig) in der Bar LeBuzz in Marietta. Mithilfe eines gefälschten Ausweises wollte sie an einem Drag-Wettbewerb im Club teilnehmen, trug im Anmeldeformular allerdings versehentlich ihr echtes Geburtsdatum ein, weswegen ihr das weitere Betreten der Bar untersagt wurde. Einige Monate später gewann Chachki den Titel Miss New Faces im Friends on Ponce, der größten Drag-Bar Atlantas. Nach der Teilnahme an weiteren Drag-Wettbewerben fand sie in der lokalen Dragqueen Dax ExclamationPoint eine drag mother, also Mentorin. Ende 2012 wurde sie in der Drag-Bar Jungle, ebenfalls in Atlanta, als festes Mitglied der The Other Show eingestellt. Durch die Auftritte steigerte sich ihre Bekanntheit in der Szene, bei der Arbeit traf sie auch auf populäre Künstlerinnen wie Alaska, Amanda Lepore und Lady Bunny.
2013 wurde Chachki für das Kunst-Projekt Legendary Children abgelichtet, das die Drag-Szene von Atlanta zum Thema hatte. Die Fotos wurden in der Gallery 1526 ausgestellt, wobei zwei von ihnen nach Beschwerden von Mitarbeitern verhüllt wurden, auf denen Chachkis Genitalien beziehungsweise gaff (ein Kleidungsstück, mit dem Dragqueens ihre Genitalien bei Auftritten verdecken) zu sehen waren. Später wurde eine weitere Fotografie von ihr teilweise verdeckt. In deren Hintergrund befinden sich mit einer weißen Flüssigkeit bedeckte Lippen, was einige Angestellte als sexuelle Anspielung deuteten.
Ende 2014 wurde Chachki als eine von 14 Teilnehmerinnen der siebten Staffel von RuPaul’s Drag Race angekündigt, sie hatte sich zuvor bereits erfolglos für die sechste Staffel beworben. Sie gewann drei der insgesamt elf Challenges genannten Aufgaben, dies waren das Erstellen eines „Nacktillusion“-Kostüms, ein Live-Partnertanz mit Katya Zamolodchikova sowie Design zweier von Hello Kitty inspirierter Outfits. Am 1. Juni 2015 gewann Chachki schließlich die Staffel und somit auch das Preisgeld in Höhe von 100.000 Dollar.
Von Mai bis Juni 2016 war Chachki Teil der internationalen Drag-Tour Werq the World. Diese wurde von Bianca Del Rio und der Drag Race-Jurorin Michelle Visage moderiert, auf der Bühne standen unter anderem Shea Couleé Alyssa Edwards, Shangela Laquifa Wadley und Valentina.
Chachki trat als erste ausländische Dragqueen in Indien auf. Ihren Auftritt absolvierte sie im Kitty Su, einem Nachtclub in Mumbai, der in der dortigen queeren Gemeinschaft als sicherer Treffpunkt beliebt ist. Anlässlich dessen vierten Eröffnungsjubiläums trat Chachki 2019 erneut dort auf, zudem in einigen Örtlichkeiten in Neu-Delhi. Im Oktober desselben Jahres richtete sie die Schauspielerin Tommy Dorfman – bekannt durch die Rolle als Ryan Shaver in Tote Mädchen lügen nicht – für ein Video der sich an LGBT-Personen richtenden Online-Publikation Them.us zur Dragqueen her. Die beiden sprachen dabei unter anderem über ihre verschiedenen Karrieren, geschlechtliche Identität sowie über ihre gemeinsame Vergangenheit in Atlanta, wo sie beide aufwuchsen und eine Zeit lang miteinander ausgegangen waren.
Ab Juni 2021 trat Chachki zusammen mit anderen ehemaligen Drag Race-Teilnehmerinnen, unter anderem Gottmik, bei der US-weiten Drag-Tour Drive ’N Drag Saves 2021 auf. Im September moderierte sie erstmals zusammen mit Gottmik die Podcast- und YouTube-Serie No Gorge.
Chachkis Stil wurde von Oscar Raymundo der Huffpost als „Besessenheit von altmodischem Glamour“ bezeichnet, der sich unter anderem auch durch ihre Vorliebe für eng geschnürte Korsetts auszeichnet. Chachkis künstlerische Vorbilder sind nach eigenen Angaben neben den Modedesigner Christian Dior, Thierry Mugler, John Galliano von ihr bezeichnete Stilikonen wie Dovima, Dita Von Teese und Raquel Welch.
Chachki ist zudem für Fetisch-Ästhetik bekannt. So wird bei ihren Auftritten vielfach auf Bondage, Latex-Subkulturen, Illustrationen des Fetisch-Künstlers John Willie, Dominas und Bettie Page angespielt, die oft Fetisch-Kleidung trug. In einem Interview aus dem Jahr 2016 bezeichnete Chachki Drag-Kunst selbst als Fetisch, da sie wie Bondage und Latexkleidung zwar unbequem sei, allerdings ihre Träger gewillt seien, dies zu ertragen, um sich selbst auf eine sehr eigene Art und Weise präsentieren zu können.

### Burleske und Model
Chachki ist auch für Burleske-Auftritte bekannt, vor allem im Bereich Vertikaltuch- und Ringakrobatik. Im Januar 2017 wirkte sie in Chicago, Dallas und Houston bei The Art of Teese mit, einer nationalen Burleske-Tour der Künstlerin Dita Von Teese. Im November desselben Jahres wurde Chachki als erste Dragqueen das Gesicht einer großen Werbekampagne für Reizwäsche. Sie warb dabei für nach dem bekannten Model und Playmate Bettie Page benannten Produkte.
Im Januar 2018 lief Chachki bei der Mailänder Modewoche für Moschino über den Laufsteg. Im Mai des Folgejahres war sie Gast auf der wohltätigen Met Gala im Metropolitan Museum of Art. Bei der Kunstausstellung Camp: Notes on Fashion über die Stilrichtung Camp trug Chachki ein handschuhförmiges Kleid des Designers und Moschino-Kreativdirektors Jeremy Scott, das bereits ein anderes Model auf der Mailänder Modewoche 2018 getragen hatte.

### Musik
2014 erschien Chachki auf dem Cover der Single Cosplay des Produzenten Flying Lotus und war auch in einem Werbespot für das Lied auf Adult Swim zu sehen, da es für den Zeichentrick-Kurzfilm The Birth of Captain Murphy des Senders komponiert wurde.
Am 2. Juni 2015, einen Tag nach ihrem Sieg bei RuPaul’s Drag Race, veröffentlichte Chachki die Single Bettie. Ihr erstes Extended Play Gagged wurde am 30. Juni veröffentlicht, neben Bettie wurde auch ein Musikvideo für die Single Vanguard produziert. Das Album konnte sich auf Platz elf der Dance/Electronic Albums, Platz 16 der Heatseekers Charts sowie Platz 48 der Independent Albums von Billboard platzieren. Nach ihren Angaben war das Musikvideo von Bettie, in dem es um ein Doppelleben geht, von Bettie Pages Konversion zum Evangelikalismus und Karriere-Ende als Pin-up-Model inspiriert. Als Vorlage für Vanguard, das den Kampf gegen Bigotterie und Homophobie zum Thema hat, diente laut Chachki ein Vorfall in einer australischen McDonald’s-Filiale, in der sie Opfer eines gewalttätigen Übergriffs wurde.
Im Mai 2018 veröffentlichte Chachki eine dritte Single im Burleske-Stil mit dem Titel A Lot More Me. Im dazugehörigen Musikvideo, das vom glamourösen Alltag einer berühmten Dragqueen handelt und von alten Hollywood-Filmen sowie den Fotografien unter anderem von David LaChapelle inspiriert ist, spielt Dita von Teese eine Hauptrolle. Chachki trägt im Video neben Kleidern von Prada und typischen Burleske-Stücken ein von ihr selbst designtes Kleid im Stil von Thierry Mugler.
Im März 2021 veröffentlichte Chachki das Lied Whatever Violet Wants. Es ist ein Cover von Whatever Lola Wants der Sängerin Sarah Vaughan und eines der Lieblingslieder der Dragqueen. Das Musikvideo zur Single ist eine Hommage an die Arbeiten von Pierre Molinier. Im Juli desselben Jahres brachte Chachki zusammen mit der kanadischen Popsängerin Allie X die gemeinsame Single Mistress Violet heraus. Das zugehörige Musikvideo von Mistress Violet ist im Stil der 1980er Jahre gestaltet und daher im Analog-Format gedreht. Lied und Video handeln von einer Beziehung zwischen einem Dom und Sub-Paar, das von Chachki und Allie X verkörpert wird. Erstere spielte bereits fünf Jahre davor im Musikvideo All the Rage der Sängerin mit.
Im September 2022 war Chachki zusammen mit Gottmik als Darstellerin im Musikvideo zu Unholy von Sam Smith und Kim Petras zu sehen. Bei den Grammy Awards 2023 standen die beiden beim Auftritt von Smith und Petras auf der Bühne.